# Camil·la (Eneida)
En la mitologia romana, la reina Camil·la dels volscs va ser la filla del rei Metabus i Casmil·la. La seva llegenda és virgiliana, explicada a l'Eneida, i basada en llegendes populars.
Expulsat del seu tron pels seus enemics després de la mort de la seva esposa, Metabus va ser perseguit per volscs armats, portant la seva filla acabada de néixer en braços. El riu Amasè, un petit riu del Laci, li bloquejava el pas, i tement per la vida de la seva filla, la va lligar a una llança. Encomanant-la a Diana i prometent-li que si sobrevivia Camil·la seria una guerrera verge al seu servei, va llençar la javelina a l'altra banda del riu. Ell mateix va travessar el riu nedant, i tots dos van viure molts anys al bosc entre la solitud. La noia es va acostumar a aquella vida i no podia suportar l'estada a les ciutats. Caçava i es preparava per a la guerra.
A l'Eneida, Camil·la apareix després com una reina guerrera que ajuda el seu aliat, el rei Turnus dels rútuls, a combatre Enees i els troians en la guerra que esclatà arran del corteig de Lavínia. Arruns va matar Camil·la quan no vigilava el seu entorn, perseguint Cloreu. El servent de Diana, Opis, a les ordres de la deessa, va venjar la mort de Camil·la matant a Arruns.
Virgili escriu que era tant ràpida que podia córrer per sobre el mar sense que els seus peus es mullessin, i córrer sobre un camp de cereals sense doblegar cap de les plantes.